# ラヨシュ・ミラー
ラヨシュ・ミラー（Lajos Miller, 1940年1月23日 - ）は、ハンガリーのバリトン歌手。
ソンバトヘイの生まれ。1961年から国立ハンガリー音楽専門学校でイェネー・シポスとズザ・ドブラーンスキーに声楽を学んだ。1968年に卒業後、ハンガリー国立歌劇場に所属した。1986年から1990年までフリーランスの歌手として活動後、1991年から1997年までハンガリー国立歌劇場の所属に戻った。2007年に引退。